# Janškovo selo
Janškovo selo je naselje u slovenskoj Općini Velenju. Janškovo selo se nalazi u pokrajini Štajerskoj i statističkoj regiji Savinjskoj. 

## Stanovništvo
Prema popisu stanovništva iz 2002. godine naselje je imalo 158 stanovnika.